# 후네도아라주

주 문장

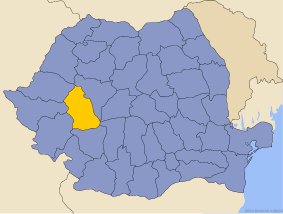
후네도아라 주의 위치

후네도아라주(루마니아어: Judeţul Hunedoara)는 루마니아 서부 트란실바니아 지방에 위치한 주로, 주도는 데바이며 면적은 7,063km2, 인구는 485,712명(2002년 기준), 인구 밀도는 69명/km2, ISO 3166-2 코드는 RO-HD이다. 동쪽과 북쪽으로는 알바 주, 서쪽으로는 아라드 주, 티미슈 주, 카라슈세베린 주, 남쪽으로는 고르지 주와 접하며 7개 시와 7개 마을, 55개 지방 자치체를 관할한다.

## 인구
주 전체 인구 가운데 92%는 루마니아인이며 5%는 헝가리인, 2%는 로마인, 1%는 독일인이다.

## 경제
주의 주요 산업은 광업이며 산지는 고대부터 금속과 석탄이 채굴된 곳으로 알려진 곳이다. 현재는 미탈 스틸(Mittal Steel) 소유로 남아 있는 공업 단지가 들어서 있다.